# 戴光
戴光（1840年—1919年4月），字子和，晚年號蹇叟，重慶府合州渭溪場人。光緒二十一年乙未科進士。

## 生平
幼而好學，因詩作慷慨激昂，遭到「不羈」之謗，久不能成為州學生。張之洞督學四川，在經古考場見卷中詩「秋風吹散杜鵑魂」句，極為讚賞，遂進州學，隨後入成都尊經書院學習。光緒十九年（1891年）秋考中舉人，二十一年（1895年）中進士，同年五月，著交吏部掣签分发各省，以知县即用，分發江蘇，既到江寧，受命為兩江總督署校本。不久逢大旱，發生搶米風潮。他建議：「善後局儲銀六百萬兩作緊急軍需開支。」風潮頓息。任江寧知縣，日事應酬，夜審要案，勤慎治政，不遺餘力。南京清涼山有寺僧誘姦婦女三人，候補道員八人為之說情，戴光毫不瞻徇，依法嚴懲。南京漢西門內有美國教會牧師李滿，作惡多端。經人告發，咆哮公堂。戴光義不能忍，將其嚴辦，逐出國境。他首先捐款，倡建地方醫院。光緒二十九年（1903年）任鹽城縣。鹽城鹽梟猖獗，嚴辦為首者數人；遇大旱，又重修范堤，以工代賑，成活饑民4萬餘人。江蘇布政司使恩壽競以狹嫌彈劾戴光，遂被罷職。鹽城縣民眷戀不舍，因醵金為萬民傘4柄相贈。民國八年（1919年）四月，戴光病逝，終年78歲。遺著有《百家姓新編》、《蟠龍山莊燼餘文集》等。